# Пушлар, Нина
Ни́на Пу́шлар (словен. Nina Pušlar; род. 25 октября 1988) — словенская поп-певица.

## Биография
Нина Пушлар — победительница телепроекта «Bitka talentov 2005» (словенский аналог Фабрики звёзд). В 2006 году вышел первый сольный альбом Нины под названием «Nina Pušlar». В 2010 году она приняла участие в конкурсе «EMA 2010» (национальный отбор песни на Евровидение 2010) и с песней «Dež» («Дождь») заняла второе место, уступив коллективу Ansambel Roka Žlindre и Kalamari. Через год для очередного конкурса «EMA 2011» Нина подготовила песню «Bilo lepo bi» («Было бы лучше»), но выступление оказалось менее удачным. В сентябре 2012 года Нина Пушлар была участницей юбилейного 50-го конкурса «Slovenska popevka».

## Дискография

### Альбомы
1. 2006 — Nina Pušlar
2. 2010 — Slečeno srce
3. 2011 — Med vrsticami
4. 2013 — Nekje vmes
5. 2015 — #malodrugace
6. 2022 — Nina, Nina, Nina

### Синглы
| Год  | Название                                      | Наивысшие позиции | Альбом        |
| Год  | Название                                      | Top Slovenija     | Альбом        |
| ---- | --------------------------------------------- | ----------------- | ------------- |
| 2011 | «Bilo lepo bi»                                | 3                 | Med vrsticami |
| 2011 | «Pozdrav z ljubeznijo»                        | 17                | Med vrsticami |
| 2012 | «Tik tak tok»                                 | 7                 | Med vrsticami |
| 2012 | «Kdo še verjame» (совместно с Stiški Kvartet) | 7                 | TBA           |
| 2013 | «Ti greš»                                     | 8                 | Med vrsticami |

### Видеоклипы
| Год  | Название               | Альбом        | Режиссёр(ы) |
| ---- | ---------------------- | ------------- | ----------- |
| 2005 | «Ni ona»               | Nina Pušlar   |             |
| 2006 | «Vse kar rečeš mi»     | Nina Pušlar   |             |
| 2010 | «Odhajam z vetrom»     | Slečeno srce  | Perica      |
| 2011 | «Pozdrav z ljubeznijo» | Med vrsticami | Perica      |
| 2012 | «Tik tak tok»          | Med vrsticami | Perica      |

## Награды и достижения
| Год  | Мероприятие         | Номинированная работа                         | Результат |
| ---- | ------------------- | --------------------------------------------- | --------- |
| 2010 | «EMA 2010»          | «Dež»                                         | 2 место   |
| 2011 | «EMA 2011»          | «Bilo lepo bi»                                | Номинация |
| 2012 | «Slovenska popevka» | «Kdo še verjame» (совместно с Stiški Kvartet) | 2 место   |